# 東孝
東 孝（あずま たかし、1949年5月22日 - 2021年4月3日）は、日本の武道家（柔道・極真空手）。打撃系総合武道・空道の創始者。大道塾創立者・代表師範・塾長。NPO法人国際空道連盟・一般社団法人全日本空道連盟理事長、2008年北京武術トーナメント散手日本代表監督。みなと気仙沼大使。大道塾空道九段、極真武道会八段の他、講道館柔道参段を允許されている。

## 来歴
宮城県気仙沼市出身。
宮城県気仙沼高等学校時代に柔道を習得。卒業後、陸上自衛隊を経て、早稲田大学第二文学部在学中1971年（昭和46年）に極真会館に入門し空手道に取り組む。
早稲田大学極真空手部（早大極真会）創設・初代主将。山崎照朝・佐藤勝昭らに指導を受ける。その後、極真会館が主催する選手権大会に参戦し、人間機関車と称された。得意技はローキック。
極真会館宮城県支部を前任の宮本和範から引き継ぎ、支部長に就任。北斗旗大会の前身にあたるミヤギテレビ杯全東北空手道選手権大会を開催していた。
1981年（昭和56年）には、極真カラテでの禁じ手を解禁した、手による顔面攻撃・投げ技ありの「格闘空手」・大道塾を設立。後にはさらに絞め技を取り入れ、自流の武道として空道を名乗っている。
2008年北京オリンピック同時開催、2008年北京武術トーナメントの散手日本代表監督を務める。派遣元の日本武術太極拳連盟によると同大会はIOC承認で実施された。同大会には大道塾の笹沢一有が出場していた。両人とも東京武術散手倶楽部所属を名乗った。
2021年（令和3年）4月3日14時35分、胃がんにより死去。享年71歳。

## 格闘技論
大道塾の創立当初、東は「本当に他の競技にも負けない空手、実戦では負けない空手を作りたいが、現時点ではそうではない」と弱気であった。様々な格闘技から10人の代表を出すと、一番強いのは大相撲、二番目がレスリングの130kg超級（後に国際大会では廃止された階級）、三番目がボクシングのヘビー級であり、それでは空手は何番目になるのだと師である大山倍達に反旗を翻すようなことを言ってしまった。格闘技を題材とした作品を主体とする漫画家の板垣恵介は「そこまで相撲がすごいということだ」と東が1位に相撲を挙げたことについて説明している。

## 戦績
- 1973年（昭和48年） 第5回オープントーナメント全日本空手道選手権大会 （初出場。佐藤俊和に敗れて1回戦敗退）
- 1974年（昭和49年） 第6回全日本空手道選手権 準優勝（前回大会優勝の盧山初雄に準決勝で勝利したが、決勝で佐藤勝昭に敗れた）
- 1975年（昭和50年） 第1回オープントーナメント全世界空手道選手権大会 6位（二宮城光に敗れた）
- 1976年（昭和51年） 第8回全日本空手道選手権 3位（またも二宮城光に敗れた）
- 1977年（昭和52年） 第9回全日本空手道選手権 優勝（準決勝で中村誠に、決勝で中山猛夫に勝利）
- 1979年（昭和54年） 第11回全日本空手道選手権 3位（準決勝で中村誠に敗れた）
- 1979年（昭和54年） 第2回全世界空手道選手権 4位（準決勝で中村誠に敗れた）

## 主な著書
- 『はみだし空手』福昌堂、1982年（昭和57年）
- 『格闘空手』福昌堂、1983年（昭和58年）
- 『格闘空手2』福昌堂、1986年（昭和61年）
- 『オーイ まさぁーき！』文芸社、2001年（平成13年）
- 『はみだし空手から空道へ』福昌堂、2002年（平成14年）
- 『空道入門』(ベースボール・マガジン社）

## 出演
映画
- けんか空手 極真拳（1975年、東映）- 全日本空手道選手権大会準決勝で大山倍達（千葉真一）の対戦相手
- 地上最強のカラテシリーズ - 本人
  - 最強最後のカラテ（1980年、三協映画）